# جوش ماجواير
جوش ماجواير (بالإنجليزية: Joshua McGuire)‏ هو ممثل بريطاني، ولد في 1987 بإنجلترا في المملكة المتحدة.

## أعمال

### أفلام
- (2013) عن الوقت[5]
- (2014) السيد تيرنر[6][7]
- (2015) سندريلا[8][9]

## وصلات خارجية
- جوش ماجواير على موقع IMDb (الإنجليزية)
- جوش ماجواير على موقع ألو سيني (الفرنسية)
- جوش ماجواير على موقع أول موفي (الإنجليزية)
- جوش ماجواير على موقع قاعدة بيانات الأفلام السويدية (السويدية)
- جوش ماجواير على موقع قاعدة بيانات الفيلم (الإنجليزية)
- جوش ماجواير على موقع كينوبويسك (الروسية)